# Gojevičke Luke
Gojevičke Luke su bivše samostalno naselje s područja današnje općine Fojnica, Federacija BiH, BiH.

## Povijest
Za vrijeme socijalističke BiH ovo je naselje pripojeno naselju Gojevići.